# Indiaporã
Indiaporã este un oraș în São Paulo (SP), Brazilia.